# イケル・ベニート
イケル・ベニート・サンチェス（Iker Benito Sánchez、2002年8月10日 - ）は、スペイン・カスティーリャ・イ・レオン州ミランダ・デ・エブロ出身のサッカー選手。FCアンドラ所属。ポジションはFW。

## クラブ経歴
カスティーリャ・イ・レオン州のミランダ・デ・エブロに生まれ、2018年にCAオサスナのカンテラに入団した。2019年5月13日、クラブと自身初の2年のプロ契約を結び、翌年5月にBチームへ登録された。
2022年1月19日、ラ・リーガのセルタ・デ・ビーゴ戦にて、キケ・バルハとの交代でトップチームデビューを果たした。
2023年7月1日、2シーズンの間FCアンドラへレンタル移籍することが決定した。